# Skrzynia (pojemnik)

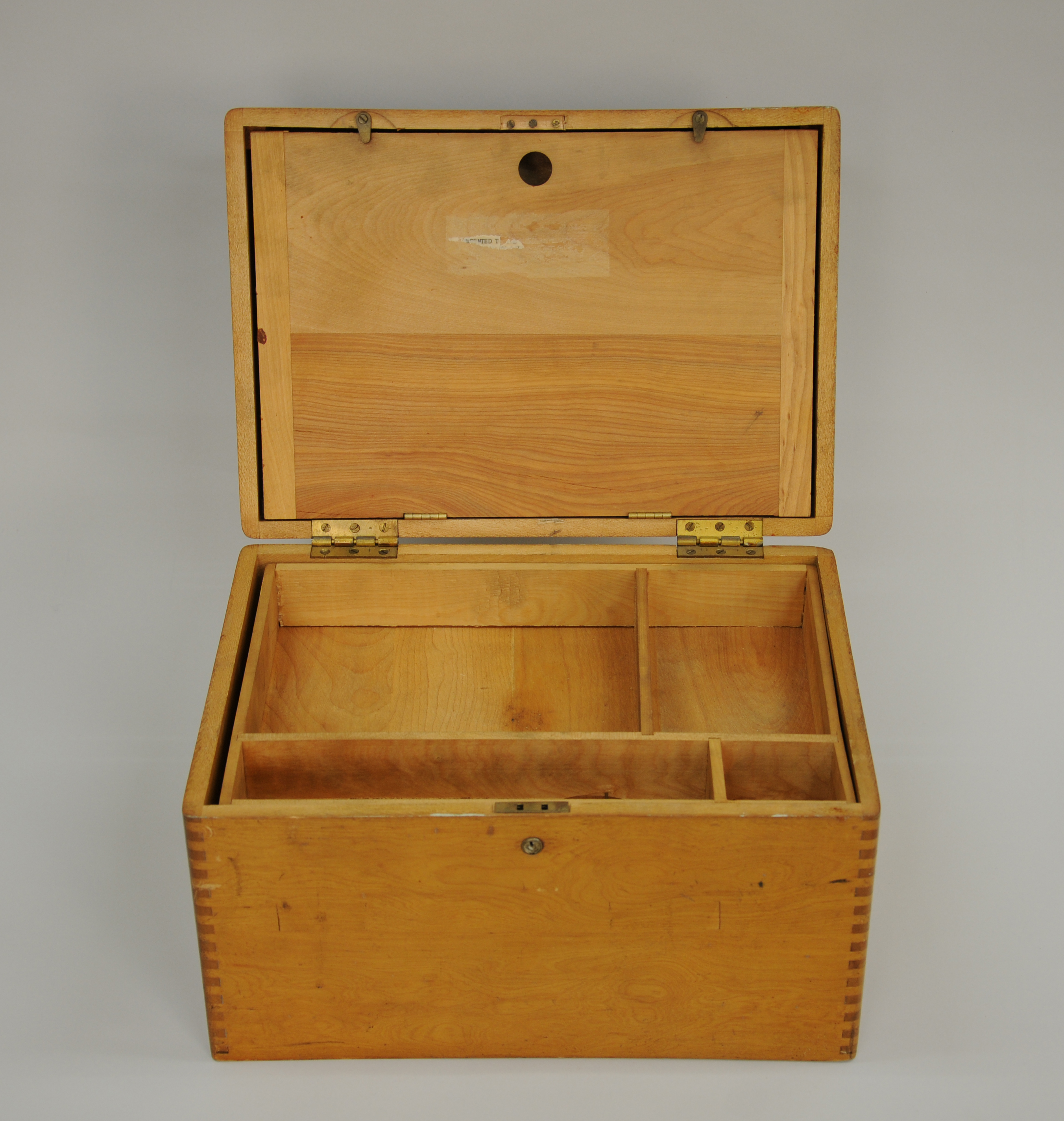
Skrzynia z organizerem

Skrzynia – pojemnik służący do przechowywania lub transportu określonych przedmiotów. Wykonywany najczęściej z drewna lub metalu.

## Skrzynie towarowe
Skrzynie służące do transportu towarów, szczególnie na dalekie odległości chronią znajdujące się w nich przedmioty przed uszkodzeniami. Najczęściej mają kształt prostopadłościenny i wykonywane są na ogół z  desek połączonych ze sobą przy pomocy usztywniających listew. Mogą mieć rozmiary od kilkudziesięciu centymetrów do nawet kilku metrów. W skrzynie pakowane mogą być zarówno - zbiorczo - paczki i pudła mniejszych rozmiarów, jak i duże maszyny i urządzenia, i w zależności od zawartości i rozmiarów ważyć mogą od kilkuset gramów do kilkudziesięciu ton. Najcięższe opakowania tego rodzaju bywają wzmacniane dodatkowymi profilami stalowymi oraz wyposażane w zaczepy pozwalające na podnoszenie ich przy pomocy urządzeń dźwignicowych.
Drewniane skrzynie szczególnie użyteczne były w przeszłości, do transportu towarów statkami w czasach, kiedy nie stosowano kontenerów. Obecnie ich zastosowanie zmalało i ogranicza się do transportu towarów i przedmiotów szczególnie delikatnych (np. części maszyn, przedmiotów łatwo tłukących się).

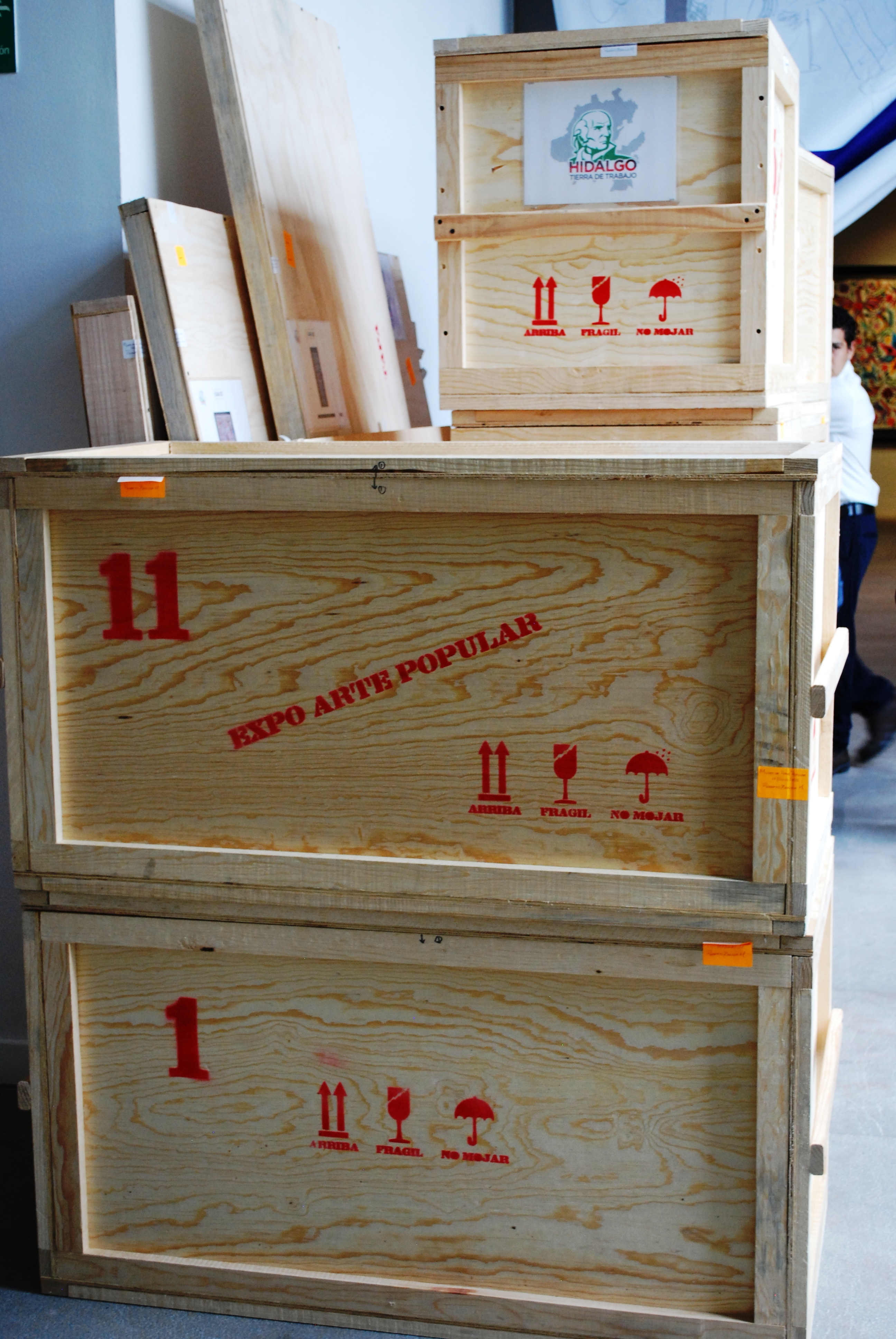
Towarowe skrzynie transportowe
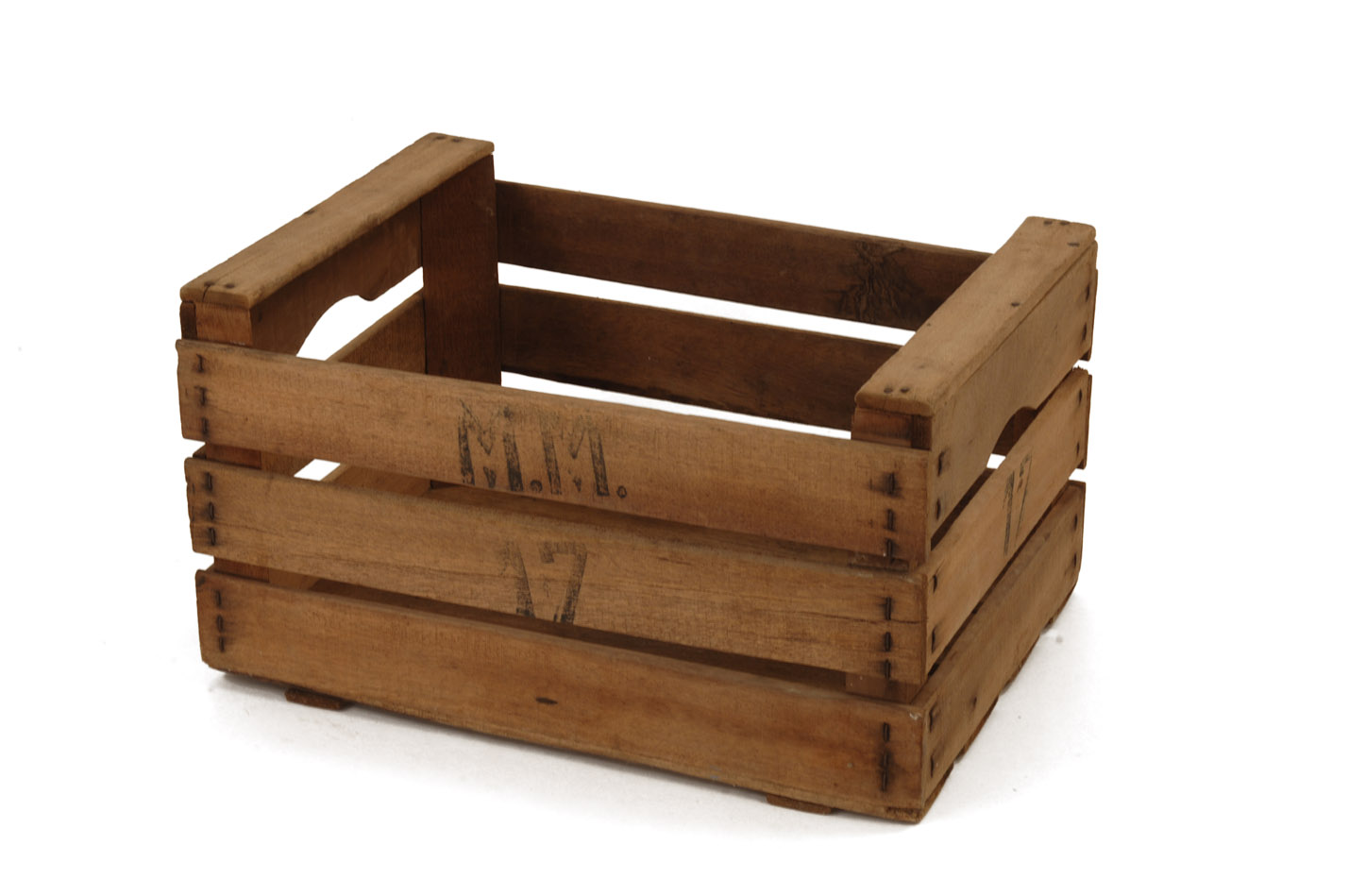
Otwarta skrzynia na owoce